# Prix Aujourd'hui
De Prix Aujourd'hui is een Franse literatuurprijs. De prijs werd in 1962 ingesteld door enkele journalisten: Jacques Fauvet, Jean Ferniot, André Frossard, Pierre Rostini en Raymond Tournoux. Hij wordt uitgereikt voor een historisch of politiek werk dat handelt over de huidige periode. In 2012 - 2013 werd de jury voorgezeten door Jacques Julliard.
In de eerste halve eeuw van zijn bestaan, heeft de Prix Aujourd'hui prestigieuze werken bekroond van Franse auteurs, vaak met grote bekendheid. Een half dozijn werken van buitenlandse auteurs, in Franse vertaling gepubliceerd, werden eveneens bekroond, waaronder het oorspronkelijk in het Nederlands geschreven Congo. Een geschiedenis. In 2013 bedroeg de geldprijs 45.000 euro.

## Prijswinnaars
- 1962 Gilles Perrault, Les Parachutistes (Seuil).
- 1963 Jacques Delarue, Histoire de la Gestapo (Fayard).
- 1964 Eugène Mannoni, Moi, Général de Gaulle (Seuil).
- 1965 Lucien Bodard, L’Humiliation (Gallimard).
- 1966 Pierre Rouanet, Mendès-France au pouvoir (Laffont).
- 1967 Claude Lévy en Paul Tillard, La Grande Rafle du Vel d’Hiv (Laffont).
- 1968 Claude Julien, L’Empire américain (Grasset).
- 1969 Artur London, L’Aveu (Gallimard).
- 1970 Jacques Derogy, La Loi du retour (Fayard).
- 1971 Pierre Viansson-Ponté, Histoire de la République Gaullienne (Fayard).
- 1972 Jean Mauriac, Mort du général de Gaulle (Grasset).
- 1973 Jean Lacouture, Malraux (Seuil).
- 1974 Michel Jobert, Mémoires d'avenir (Grasset).
- 1975 Pierre-Jakez Hélias, Le Cheval d'orgueil (Plon).
- 1976 Marek Halter, Le Fou et les rois (Albin Michel).
- 1977 Franz-Olivier Giesbert, François Mitterrand ou la Tentation de l'Histoire (Seuil).
- 1978 Hélène Carrère d'Encausse, L'Empire éclaté (Flammarion).
- 1979 Jean Daniel, L’Ère des ruptures (Grasset).
- 1980 Maurice Schumann, Un certain 18 juin (Plon).
- 1981 Raymond Aron, Le Spectateur engagé (Julliard).
- 1982 Michel Albert, Le Paris français (Seuil.
- 1983 Jean-François Revel, Comment les démocraties finissent (Grasset).
- 1984 Catherine Nay, Le Noir et le Rouge (Grasset).
- 1985 François de Closets, Tous ensemble (Seuil).
- 1986 Robert Guillain, Orient Extrême (Arléa-Seuil).
- 1987 Alain Minc, La Machine égalitaire (Grasset).
- 1988 Philippe Alexandre, Paysages de campagne (Grasset).
- 1989 Didier Éribon, Michel Foucault (Flammarion).
- 1990 Georges Valance, France-Allemagne. Le Retour de Bismarck (Flammarion).
- 1991 Jean-Claude Barreau, De l'Islam en général et du monde moderne en particulier (Le Pré-aux-Clercs).
- 1992 Pierre Lellouche, Le nouveau monde. De l’ordre de Yalta au désordre des nations (Grasset).
- 1993 Milan Kundera, Les Testaments trahis (Gallimard/Calmann-Lévy).
- 1994 Alain Peyrefitte, C'était de Gaulle (Fayard).
- 1995 François Furet, Le Passé d'une illusion (Laffont).
- 1996 Régis Debray, Loués soient nos seigneurs (Gallimard).
- 1997 Henri Amouroux, Pour en finir avec Vichy 1. Les oublis de la mémoire 1940 (Laffont).
- 1998 George Steiner, Errata (Gallimard).
- 1999 Alain Finkielkraut, L'Ingratitude (Gallimard).
- 2000 René Rémond, Le christianisme en accusation (Desclée de Brouwer).
- 2001 Bernard-Henri Lévy, Réflexions sur la Guerre, le Mal et la fin de l'histoire (Grasset).
- 2002 Philippe Roger, L'Ennemi américain (Seuil).
- 2003 René Girard, Les Origines de la culture (Desclée de Brouwer).
- 2004 Erik Izraelewicz, Quand la Chine change le monde (Grasset).
- 2005-2006 Luc Ferry, Apprendre à vivre (Plon).
- 2007 Élie Barnavi, Les Religions meurtrières (Flammarion).
- 2008 Michel Winock, Clemenceau (Perrin).
- 2009 Shlomo Sand, Comment le peuple juif fut inventé (Fayard)
- 2010 Édouard Balladur, Le pouvoir ne se partage pas  (Fayard).
- 2011 Raphaëlle Bacqué, Le Dernier Mort de Mitterrand (Grasset).
- 2012 Christophe Bataille en Rithy Panh, L'éliminat (Grasset).
- 2013 David Van Reybrouck, Congo. Une histoire (Actes Sud).
- 2014 Christopher Clark, Les Somnambules : Été 1914 : Comment l’Europe a marché vers la guerre (Flammarion).
- 2015 Mona Ozouf, De Révolution en République. Les chemins de la France (Gallimard).
- 2016 Jean Birnbaum, Un silence religieux : la gauche face au djihadisme (Seuil).
- 2017 Patrick Boucheron (dir.), Histoire mondiale de la France (Seuil).
- 2018 Thierry Wolton, Une Histoire mondiale du communisme (T.3) - Les complices (Grasset).
- 2019 Amin Maalouf, Le naufrage des civilisations (Grasset).
- 2020 Alice Ekman, Rouge vif - L'idéal communiste chinois (Éditions de l'Observatoire).
- 2021 Gérald Bronner, Apocalypse cognitive (PUF).
- 2022 Emmanuel Carrère, V13 : Chronique judiciaire (P.O.L.).
- 2023 Jérôme Fourquet, La France d'après. Tableau politique (Seuil).